# 軛瓣蘭屬
軛瓣蘭屬（学名：Zygopetalum），又名對瓣蘭屬，屬蘭科，包括14個物種。這類蘭花的学名來自希臘文单词（zygon）或（zygos），意为轭片，因为軛瓣蘭唇瓣的基部都有1个由被片和萼片组成的环状隆起。該屬生長在南美洲中、低海拔地區的的潮濕森林中，而且属中大多数生长在巴西。
该属最初是於1827年由威廉·杰克逊·胡克（William Jackson Hooker）发表于《Curtis's Botanical Magazine》描述。

## 特征
軛瓣蘭屬多为附生兰，但也有部分为地生兰，叶光滑，小舌片状，有沟痕，卵圆形或椭圆状披针形，先端急尖或渐尖。这类兰花长势强壮。卵圆锥形的假鳞茎上的叶片是落叶性的。
总状花序直立，侧生，长60厘米，一花至数朵花组成，长于叶。其突出的苞片与子房长度相当。花朵芬芳，蜡质感，花期长，多次开放，造型多样，花色繁多，有绿、紫、酒红、暗紫红色花朵，且易于栽培，因此很受欢迎，同时作为优良的切花材料受到市场的大量需求。

## 分类
目前承认的物种如下：

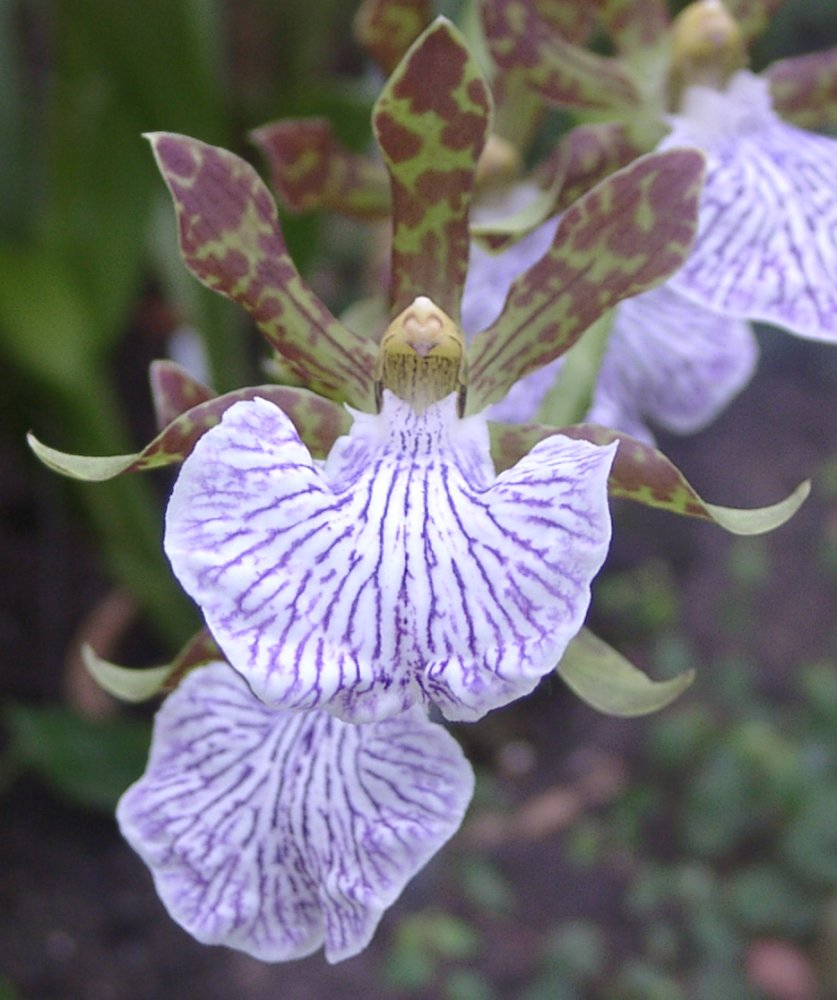

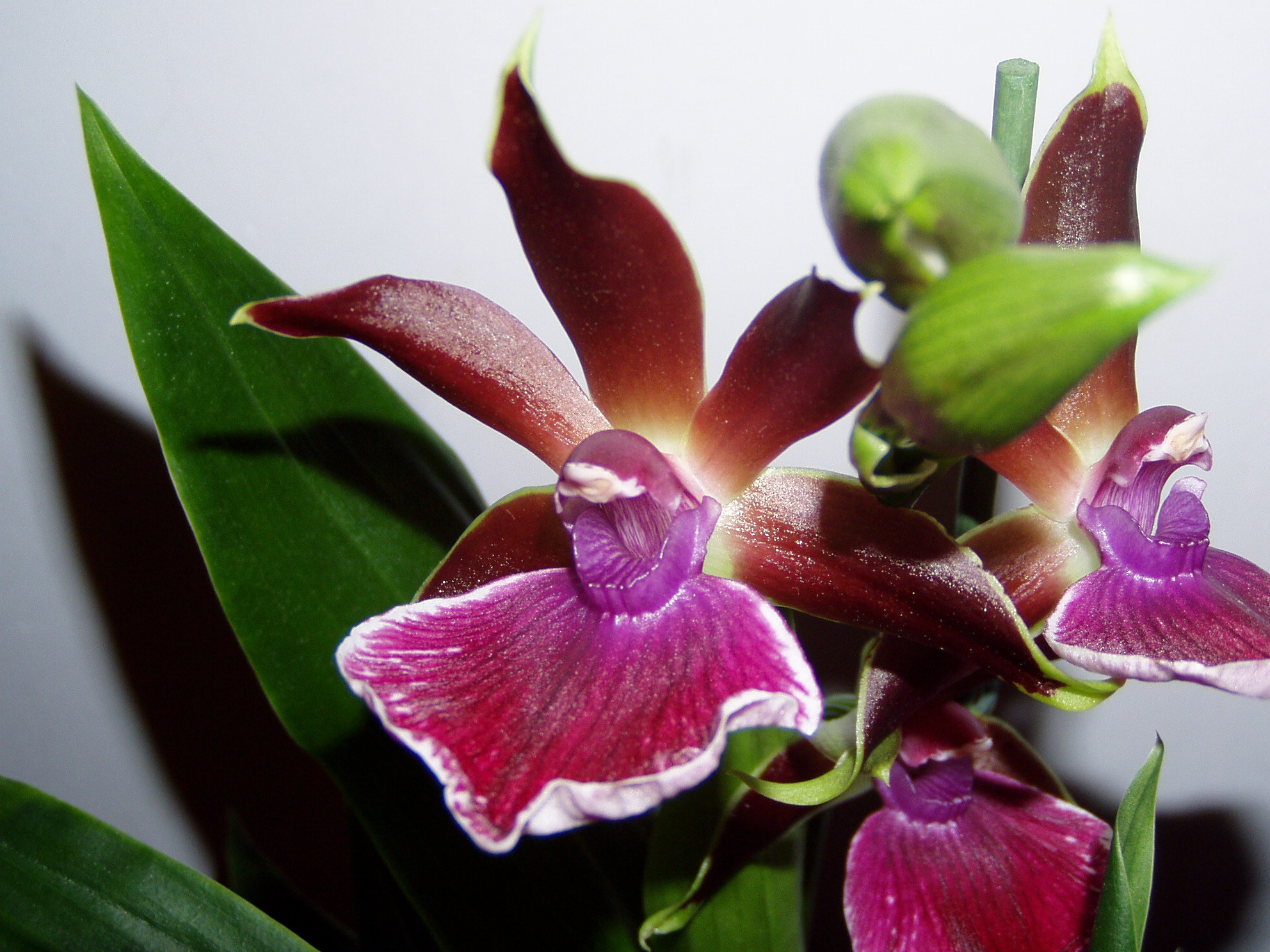
軛瓣蘭雜交種

- 短瓣轭瓣兰 Zygopetalum brachypetalum  Lindl. (1844)

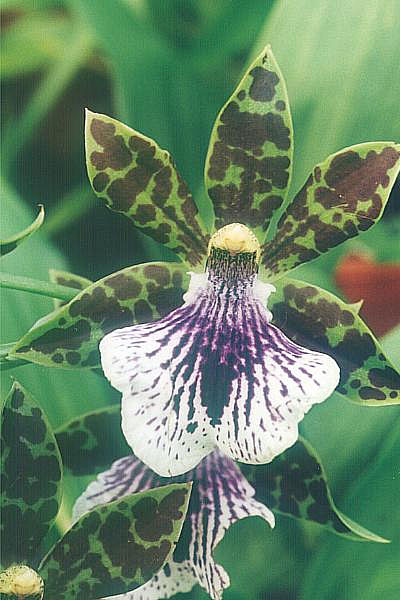
Zygopetalum Patricia Eisenbeiss 'Phoenix'（杂交种）

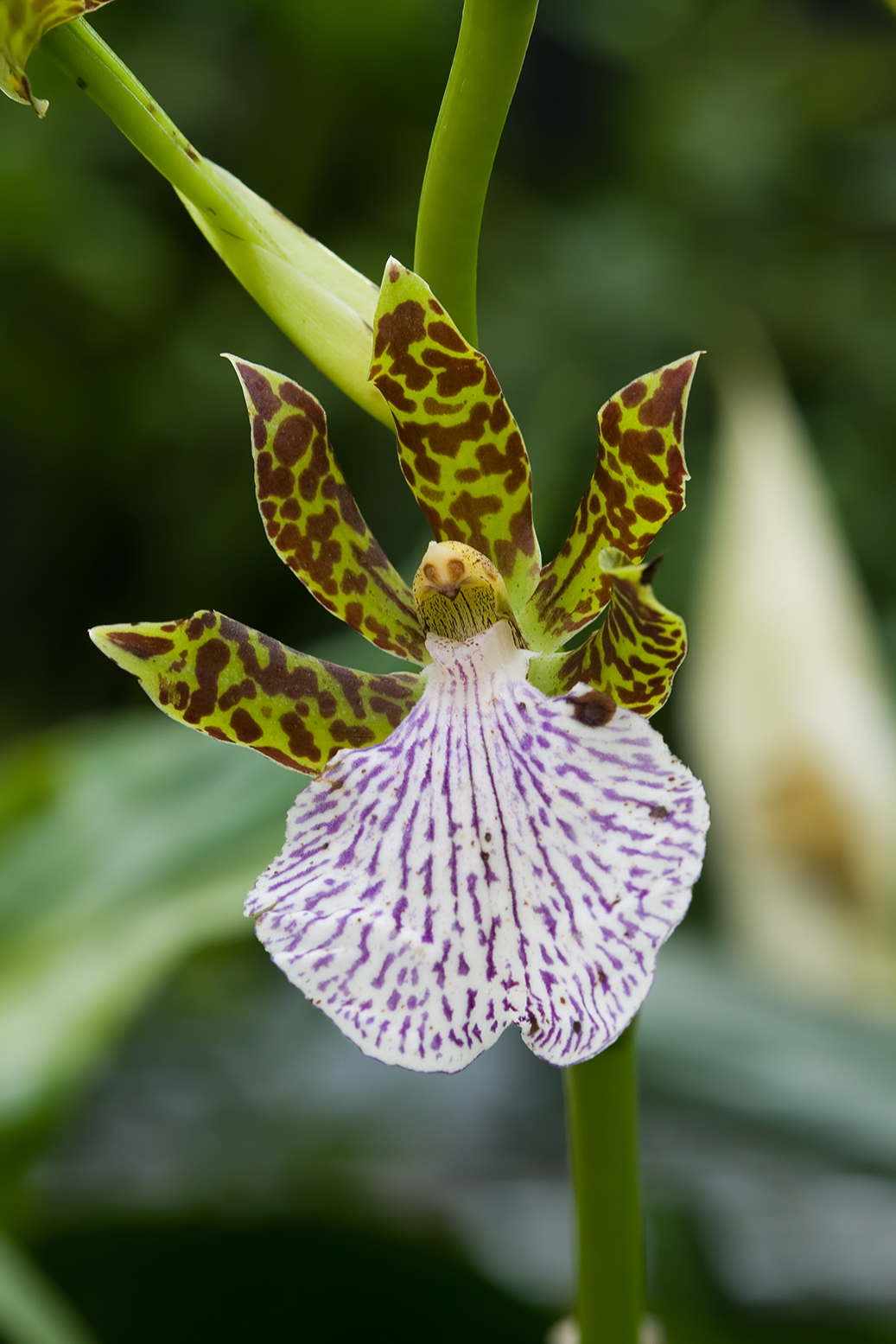
Zygopetalum crinitum

- Zygopetalum burkei
- Zygopetalum crinitum Lodd.  (1831)
- Zygopetalum ghillanyi Pabst (1976)（巴西）
- 禾叶轭瓣兰 Zygopetalum graminifolium Rolfe  (1892)（巴西）
- 轭瓣兰 Zygopetalum maculatum (Kunth) Garay (1970)：Spotted Zygopetalum（秘鲁至巴西东部）模式种（异名Zygopetalum mackayi Hook.  (1827)）
- Zygopetalum maxillare Lodd.  (1832)：Chin-bone Zygopetalum（巴西至阿根廷东北部）
- Zygopetalum microphytum Barb.Rodr.  (1877)（巴西东南部）
- Zygopetalum pabstii Toscano  (1980)（巴西）
- Zygopetalum pedicellatum (Sw.) Garay (1973)：Mosen's Zygopetalum（巴西东南部）
- Zygopetalum reginae Pabst (1976)（巴西）
- Zygopetalum rigbyanum Ruschi (1975)（巴西）
- Zygopetalum sellowii Rchb.f. (1863) （巴西东南部）
- Zygopetalum silvanum V.P. Castro & Campacci (1991)（巴西巴伊亚）
- Zygopetalum sincoranum V.P. Castro & Campacci (2000)（巴西巴伊亚）
- Zygopetalum triste Barb.Rodr. (1877)：Dark-purple Zygopetalum（巴西米纳斯吉拉斯）（地生或石生）